# Марк Аний Либон (консул 161 г.)
Вижте пояснителната страница за други личности с името Марк Аний Либон.
Марк Аний Либон (на латински: Marcus Annius Libo; † 163, Сирия) е политик и сенатор на Римската империя през 2 век.

## Биография
Либон произлиза от фамилията Ании. Син е на Марк Аний Либон (консул 128 г.) и Фундания. Баща му е син на Марк Аний Вер и Рупилия Фаустина и чичо на император Марк Аврелий. Брат е на Ания Фундания Фаустина, която се омъжва за Тит Помпоний Прокул Витразий Полион (суфектконсул 150/151 г., консул 176 г. и легат в Долна Мизия 157 – 159 г.).
През 161 г. Либон е суфектконсул заедно с Квинт Камурий Нумизий Юниор. През 162 г. е легат на провинция Сирия, където умира през 163 г. по неизяснени причини.